# Teutoni

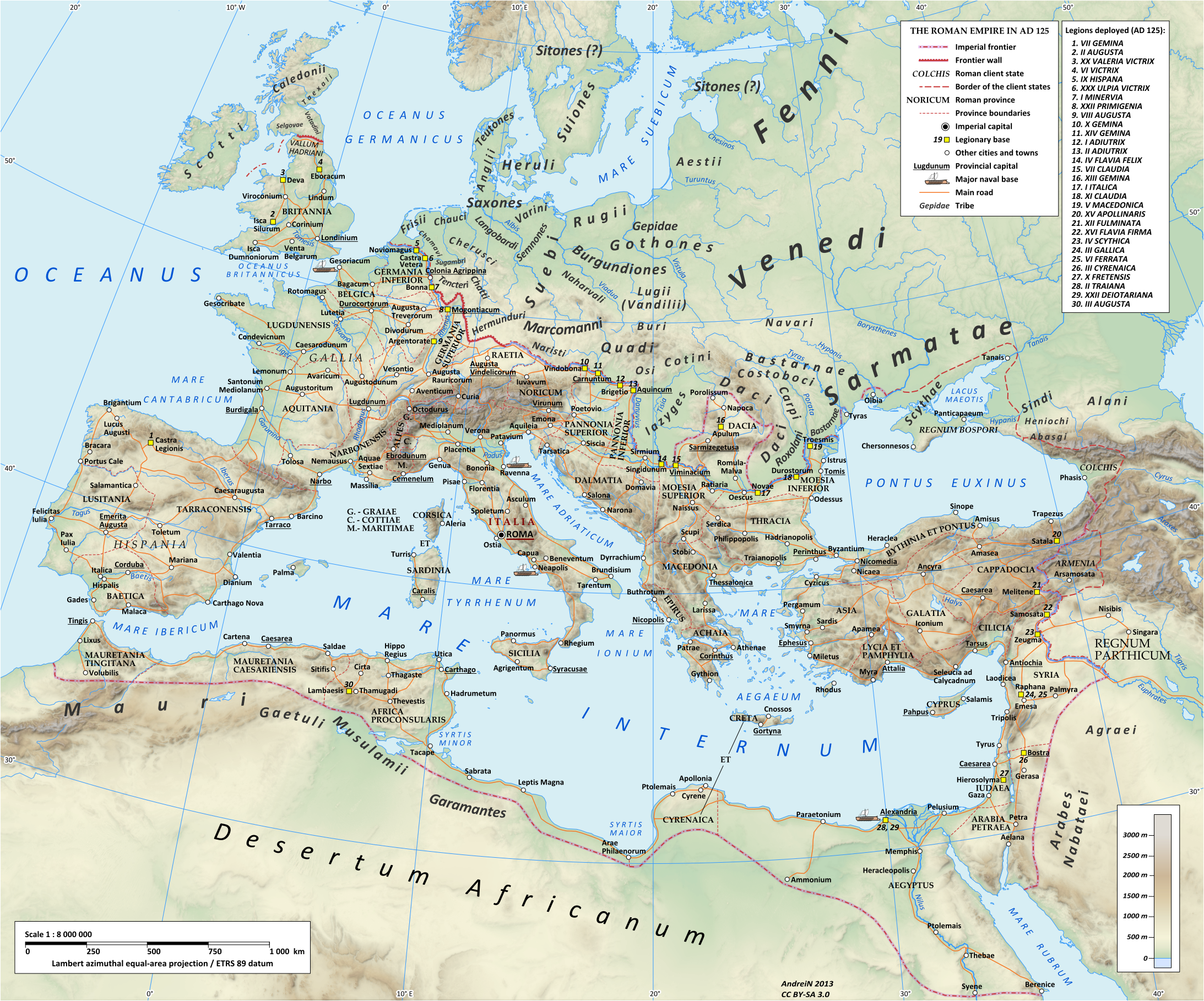
Mapa Římské říše za vlády Hadriana. Na severu Jutského poloostrova ukazuje původní domovinu Teutonů.

Teutoni byli řeckými i římskými autory označováni za germánský kmen (Strabónem či Velleiem Paterculem), který je zmiňován v těsných souvislostech s Kimbry. Podle Ptolemaiových map je jako jejich domovina uváděn Jutský poloostrov.

## Vpád Kimbrů a Teutonů
Teutony poprvé zmiňuje Pýtheás z Massalie (přibližně 380 př. n. l. – 310 př. n. l.). Před rokem 100 př. n. l. Teutoni společně s Kimbry a Ambrony podnikli cestu na jih do Norica, kde se střetli s rozpínající se Římskou republikou. Na konci 2. století př. n. l. Teutoni a Kimbrové prošli Galií a zaútočili na římskou Itálii. Zvítězili nad římskými vojsky v Noreie a především roku 105 př. n. l. pod vedením náčelníka Boioriga v bitvě u Aurasia, kdy římské vojsko, vedené konsulem Gnaeem Malliem Maximem a prokonsulem Quintem Serviliem Caepionem utrpělo zdrcující porážku a ztratilo na 100 000 mužů; byla to jedna z největších porážek Římanů v dějinách. Germánské kmeny však tohoto vítězství a následného oslabení Říma nevyužily a neuskutečnily invazi na Apeninský poloostrov; oba kmeny se rozdělily. Toho využil Řím a roku 102 př. n. l. došlo při pokusu proniknout do Itálie v bitvě u Aquae Sextiae (poblíž dnešního Aix-en-Provence) k porážce Teutonů a Kimbrů římským vojevůdcem Gaiem Mariem.

## Zajímavosti

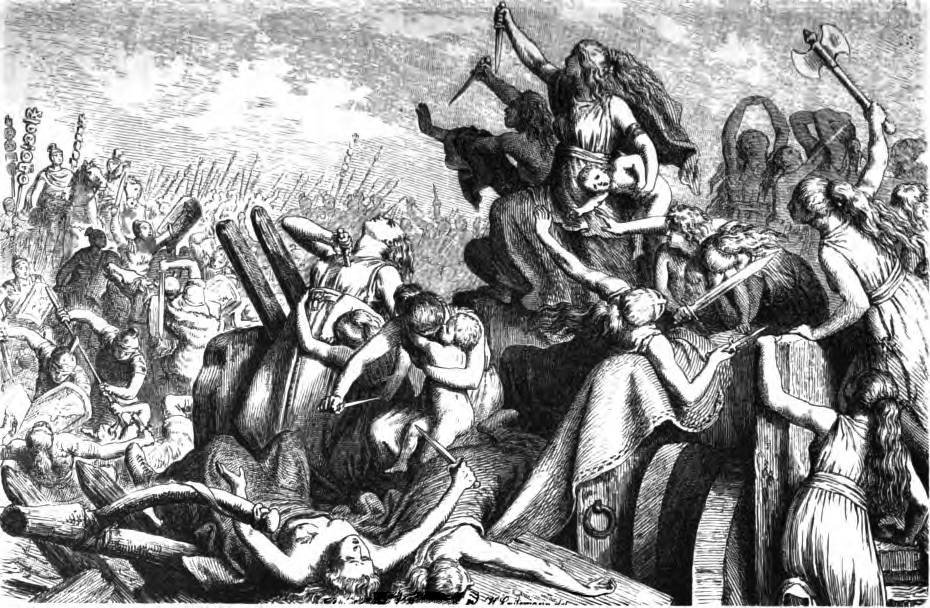
Teutonské ženy páchají sebevraždu, aby unikly otroctví, ilustrace publikace z roku 1882

- Podle Valeria Maxima a Flora byl po jejich porážce vzat teutonský král Teutobod do zajetí. Podmínky kapitulace určovaly, že do otroctví bude vzato na 300 teutonských žen. Ty když slyšely, co se chystá, nejprve prosily u konzula, aby mohly alespoň sloužit v chrámech Ceres a Venuše, když ale s prosbami neuspěly, pobily své děti a navzájem se uškrtily. Tento čin se zapsal i do římských legend o germánském hrdinství.

- Řecký historik a zeměpisec Strabón z pontské Amaseie (64 př. n. l. – 24 n. l.) cituje z nedochovaného díla Poseidónia ze syrské Apameie zmínku o srážce germánských Kimbrů a Teutonů s Bóji kolem roku 113 př. n. l. někde v horním Podunají, snad v jihozápadní části Boiohaema; tato zpráva by se jako vůbec první písemná zmínka mohla týkat našeho území.[1]
- V současnosti se pojmem „teutoni“ označují v nadsázce „typičtí Němci“.[ujasnit] Toto označení může být jak žertovné či lehce posměšné, tak hanlivné. Podobně přídomek „teutonský” je užíván v podobném smyslu jako „typicky německý”.